# Malgaix

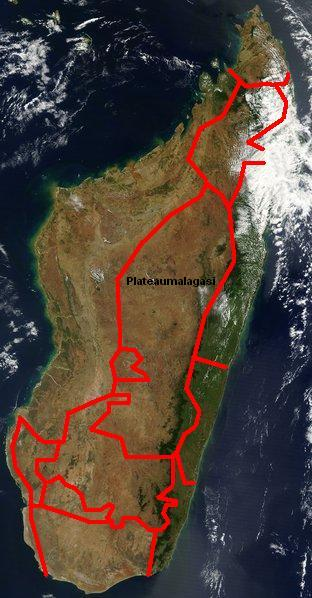
Zones principals amb diferent parla

El malgaix (malagasy en malgaix) és la llengua parlada a Madagascar i a les illes Comores, Mayotte i Reunió, mitjançant els contactes entre aquestes illes i Madagascar. Tanmateix només és oficial, juntament amb el francès, a Madagascar. Es compon d'una vintena de dialectes que corresponen a les 18 ètnies del país. Aquesta llengua és la representant més occidental de la branca malai-polinèsia de les llengües austronèsies. Més concretament pertany al grup barito, les llengües del qual són parlades a Kalimantan, la part indonèsia de l'illa de Borneo, a l'actual regió de Banjarmasin i comprenen el ma'anyan, el samihim, el dusun deyah, etc. En aquesta regió la llengua dominant avui dia és el malai, que pertany a un altre grup malai-polinesi.
El malgaix és part d'un conjunt lingüístic que comprèn més d'una vintena de variants locals, qualificades sovint de dialectes. De fet, les divergències de determinades variants, com per exemple el sakalava amb l'antambahoaka poden representar fins a la meitat del vocabulari comú. Pel que fa al merina els dialectes més propers són el betsileo i el sinahaka (aproximadament el 90% del vocabulari tradicional bàsic és comú). Les més diferents són les llengües de l'extrem sud de l'illa com l'antadroy i certs dialectes sakalava amb els quals el merina comparteix el 60% del vocabulari de base.

## Lèxic, alfabet, ortografia
Sobre el lèxic, més del 90% del vocabulari tradicional remunta a orígens austronesis. La resta és d'origen bantu, arabo-swahili o sànscrit, en àmbits determinats. Per exemple les paraules d'origen bantu es troben sobretot en el camp de la ramaderia (omby, ondry, akoho) i els arabo-swahili en objectes comercials, el calendari i l'endevinació (alahady, adaoro, sikidy, etc.). Els préstecs lingüístics més antics semblen d'origen sànscrit (tsara, soa, sahaza, sandry, sisa, hetsy), remunten probablement al veïnatge amb els navegadors malais durant el primer mil·lenni.
L'escriptura moderna de la llengua malgaix en alfabet llatí va ser fixada per decret el 26 de març de 1823, després d'un acord entre el rei Radama I i els missioners britànics que acabaven d'arribar al reialme. El principi acordat va ser que les consonants s'havien d'escriure com en anglès i les vocals com a les llengües llatines.
El fet que el malgaix sigui originari d'Indonèsia, però, no ens pot fer concloure que el seu ancestre s'escrivís com el vell malai amb un alfabet de tipus indi. A partir del segle xix la llengua malgaix ha manllevat un nombre considerable de mots dem les llengües europees, en particular de l'anglès i el francès.
L'alfabet sorabe és el sistema d'escriptura emprat pels parlants de les parles malgaixes. Investigacions afirmen que el podrien haver introduït els musulmans javanesos. Però també té molta semblança amb el pegon, la versió javanesa de l'alfabet àrab.
En l'aspecte actual de l'ortografia, formada per 21 lletres (sense la c, la q, la w, la u i la x, en comparació amb el català) la lletra o es pronuncia normalment amb el fonema /u/ (encara que a certes regions, sobretot en zones rurals, encara es conserva la pronúncia arcaica /o/). El diftong gràfic ao tendeix a pronunciar-se fonèticament /o/. Les i que es troben al final de paraula s'escriuen sempre amb la grafia y. La grafia e és pronunciada com una e (coneguda com a e tancada, en català). La lletra g representa sempre el fonema /g/, com a la paraula gana.
L'accent tònic sol caure en general sobre la penúltima síl·laba de la paraula, llevant que la paraula acabi en -ka, -tra, o -na, en aquests casos l'accent recau en l'antepenúltima. Les vocals no tòniques que es troben a la fi d'un mot són a penes pronunciades.

## Etimologia
Malgaix és el gentilici de Madagascar, del qual s'ha pres per referir-se al poble de Madagascar a més de a la seva llengua.

## Història

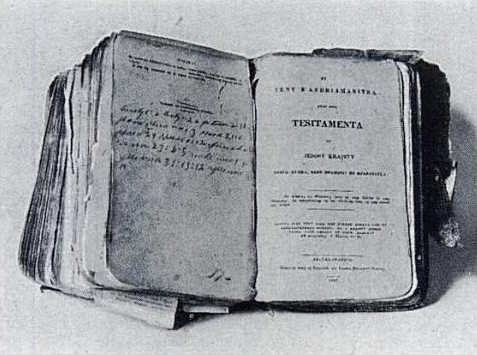
Bíblia malgaixa

Madagascar va ser poblat primer per pobles austronesians del sud-est marítim d'Àsia des de les illes de la Sonda (arxipèlag malai). Pel que fa a la seva ruta, una possibilitat és que els austronesians indonesis van travessar directament l'oceà Índic des de Java fins a Madagascar. És probable que passessin per les Maldives, on persisteixen evidències del disseny d'embarcacions i la tecnologia de pesca indonesis antigues fins al present. Les migracions van continuar al llarg del primer mil·lenni, tal com confirmen investigadors lingüístics que van mostrar l'estreta relació entre la llengua malgaixa i les llengües malai antic i javanès antic d'aquest període. La llengua malgaixa s'origina a partir de les llengües barito del sud-est, i la llengua ma'anyan és la seva parenta més propera, amb nombrosos préstecs malais i javanesos.  Se sap que els ma'anyan van ser portats com a treballadors i esclaus pels malais i javanesos a les seves flotes comercials, que van arribar a Madagascar cap al c. 50–500 dC. Més tard, c. 1000, els colons austronesians originals es van barrejar amb bantus i àrabs, entre d'altres. Hi ha proves que els predecessors dels dialectes malgaixos van arribar per primera vegada al tram sud de la costa est de Madagascar. Adelaar (2017) proposa que ja s'havia establert una comunitat de parla malgaixa distinta al sud de Borneo abans que els primers parlants de malgaix emigressin a l'Àfrica oriental.
El malgaix té una tradició d’arts oratòries i històries i llegendes poètiques. La més coneguda és l'epopeia nacional, Ibonia, sobre un heroi popular malgaix del mateix nom.

## Distribució geogràfica
El malgaix és la principal llengua que es parla a l'illa de Madagascar. També el parlen les comunitats malgaixes de les illes veïnes de l'oceà Índic, com ara la Reunió, Mayotte i Maurici. També existeixen comunitats malgaixes expatriades que parlen la llengua a Europa i Amèrica del Nord.

## Estatus legal
El dialecte merina del malgaix es considera la llengua nacional de Madagascar. És una de les dues llengües oficials juntament amb el francès a la constitució del 2010 establerta per la Quarta República. Anteriorment, segons la constitució del 2007, el malgaix era una de les tres llengües oficials juntament amb el francès i l'anglès. El malgaix és la llengua d'instrucció a totes les escoles públiques fins al cinquè grau per a totes les assignatures, i continua sent la llengua d'instrucció durant l'escola secundària per a les assignatures d'història i llengua malgaixa.

## Dialectes

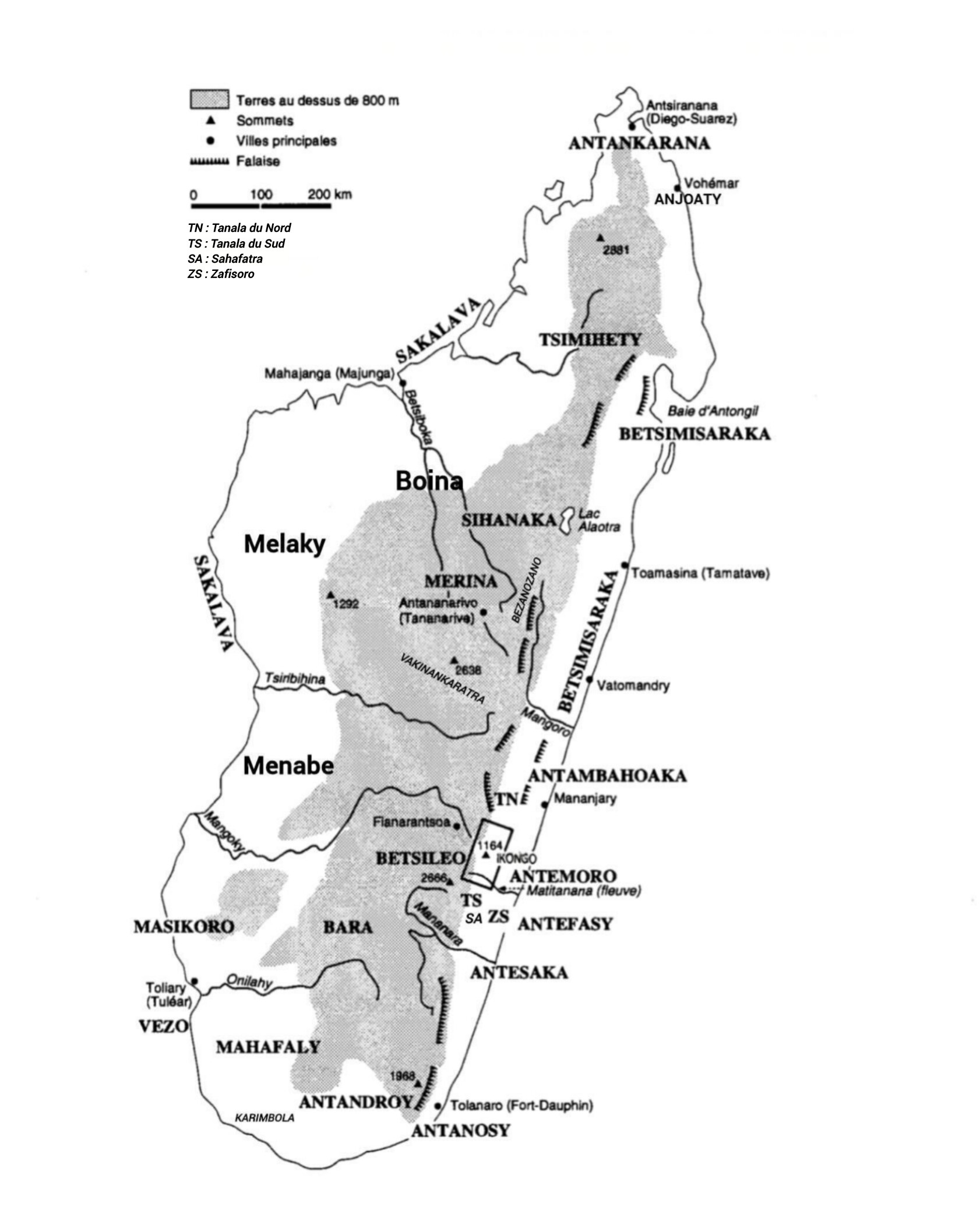
Mapa etnolingüístic de Madagascar

A la seva obra Histoire de la grande isle Madagascar de 1658, Étienne de Flacourt va proporcionar un dels primers intents coneguts de classificar la llengua malgaixa en regions dialectals. Va dividir el malgaix en dos grups dialectals principals: septentrional i meridional. Va observar diferències lèxiques significatives entre ells; per exemple, la paraula ampela s'utilitzava al sud per significar dona o noia, mentre que vaiavy s'utilitzava al nord. De la mateixa manera, baba era un terme septentrional per a pare, mentre que ray s'utilitzava al sud.
Flacourt també va observar variacions fonològiques. Va notar similituds entre els dialectes de Tanosy i Antemoro, especialment el seu ús compartit del so ts en paraules com fotsy ('blanc'). En canvi, en els dialectes de Masikoro i Mahafaly, el so ts sovint es substitueix per t, produint fouty amb el mateix significat.
Els dialectes malgaixos es poden dividir entre dialectes del nord, malgaixos centre-orientals i dialectes del sud. Els dialectes malgaixos del nord (kibushi, sakalava del nord, antakarana, tsimihety, betsimisaraka del nord) estan fortament influenciats pel suahili i el francès. Els parlants del nord utilitzen o com o a la paraula altre, cosa que no és habitual als altiplans i als dialectes del sud, que utilitzen o com u a Juan en castellà. Els dialectes del sud especialment el dialecte tandroy-mahafaly, és el més arcaic de tots els dialectes malgaixos. El tandroy-mahafaly es pot confondre fonèticament amb les llengües polinèsies. El subgrup centre-oriental, que conté els dialectes antesaka, sahafatra, betsimisaraka del sud i altiplans, que pertany al malgaixos oficial, es troba entremig. Tot i que es consideren un sol grup ètnic, els sakalava parlen almenys dos dialectes diferents. El dialecte del sakalava meridional està més estretament relacionat amb el masikoro, mentre que el dialecte del sakalava septentrional comparteix trets lingüístics amb el dialecte de Tsimihety. El betsimisaraka també mostra una variació dialectal interna: el dialecte del betsimisaraka septentrional és més proper al de Tsimihety, mentre que la variant meridional és més similar a l'antambahoaka.

## Classificació
La llengua malgaixa és el membre més occidental de la branca malaio-polinèsia de la família lingüística austronèsica, un grup que inclou llengües d’Indonèsia, Malàisia, les Filipines i les illes del Pacífic.

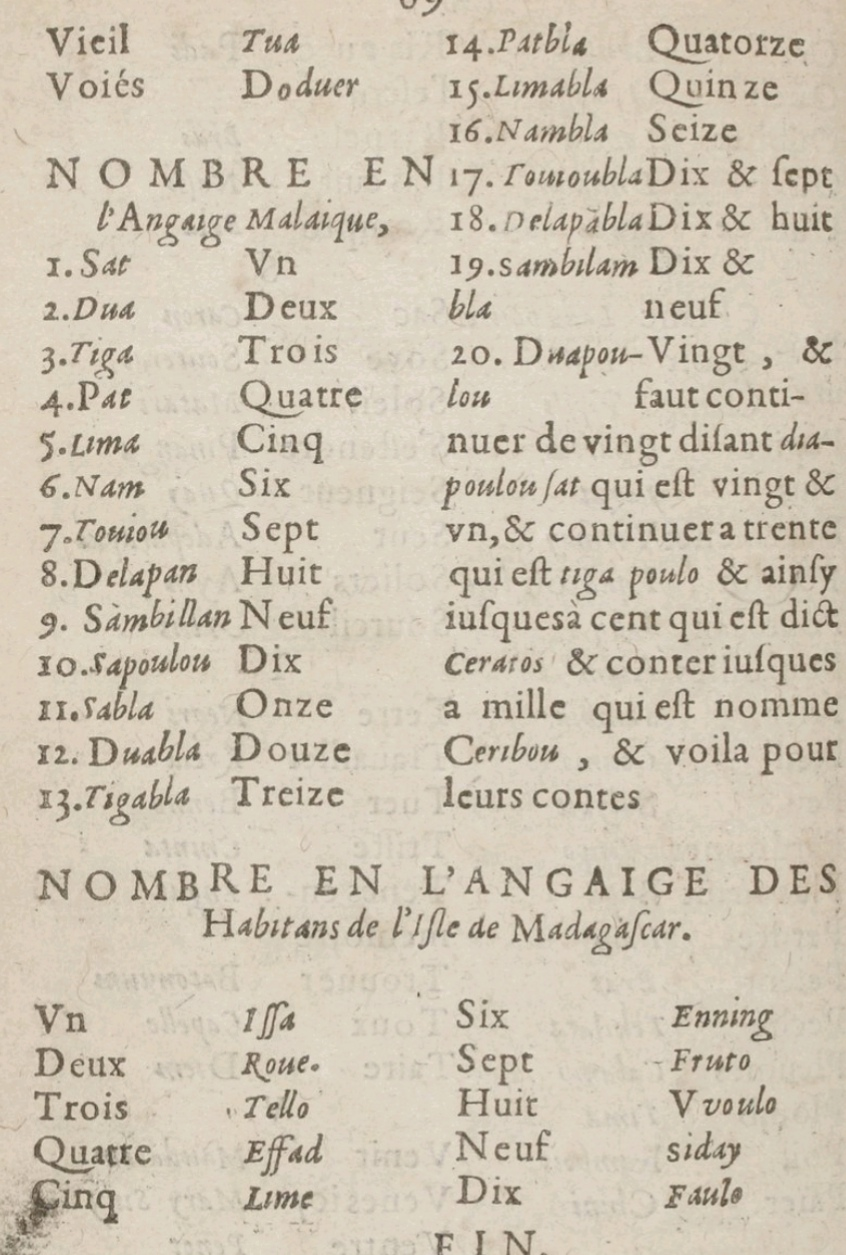
La comparació entre nombres en malai i malgaix per De Vitré durant el seu viatge a les Índies Orientals el 1603

Les similituds entre el malgaix i el malai s'havien establert des del segle xvii i la relació del malgaix amb altres llengües austronèsies ja havia estat assenyalada per primers estudiosos, com ara l'erudit neerlandès Adriaan Reland el 1708.
Entre totes les llengües austronèsies, Dahl (1951) va demostrar que el malgaix i el ma'anyan —una llengua barito oriental parlada al Kalimantan Central, Indonèsia, a l'illa de Borneo— estaven particularment estretament relacionats. La llengua també té una influència aparent del malai antic primerenc. A més, sembla que hi ha una influència o substrat bantu en la fonotàctica malgaix (Dahl 1988). Hi ha uns quants préstecs sànscrits en malgaix, que es diu que han estat manllevats a través del malai i el javanès.
Adelaar (1995) va suggerir que el vocabulari del malgaix també conté moltes paraules d'origen de Sulawesi Meridional. Blench (2018) va presentar més proves per a aquesta suggerència.
| nombre decimal                                    | 1           | 2      | 3     | 4      | 5     | 6     | 7     | 8         | 9        | 10              |
| ------------------------------------------------- | ----------- | ------ | ----- | ------ | ----- | ----- | ----- | --------- | -------- | --------------- |
| Proto-Austronesian, ca 4000 aC                    | *isa        | *duSa  | *telu | *Sepat | *lima | *enem | *pitu | *walu     | *Siwa    | *puluq          |
| Malagasy                                          | iray/isa    | roa    | telo  | efatra | dimy  | enina | fito  | valo      | sivy     | folo            |
| Ma'anyan                                          | isa         | rueh   | telo  | epat   | dime  | enem  | pitu  | balu      | su'ey    | sapulu          |
| Kadazan                                           | iso         | duvo   | tohu  | apat   | himo  | onom  | tu'u  | vahu      | sizam    | hopod           |
| Dusun                                             | iso         | duo    | tolu  | apat   | limo  | onom  | turu  | walu      | siam     | hopod           |
| Waray-waray                                       | usá         | duhá   | tuló  | upát   | limá  | unóm  | pitó  | waló      | siyám    | napúlo          |
| Tagal                                             | isá         | dalawá | tatló | ápat   | limá  | ánim  | pitó  | waló      | siyám    | sampu           |
| Ilongo                                            | isa         | duha   | tatlu | apat   | lima  | anum  | pito  | walu      | siyam    | pulo            |
| Kinaray-a                                         | sara        | darwa  | tatlo | apat   | lima  | anəm  | pito  | walo      | siyam    | pulû            |
| Ilocano                                           | maysá       | dua    | talló | uppát  | limá  | inném | pitó  | waló      | siam     | sangapúlo       |
| Chamorro                                          | maisa/håcha | hugua  | tulu  | fatfat | lima  | gunum | fiti  | guålu     | sigua    | månot/fulu      |
| Malai (incl. Llengua Indonèsia i llengua Malasia) | satu        | dua    | tiga  | empat  | lima  | enam  | tujuh | (de)lapan | sembilan | sepuluh         |
| Sondanès                                          | hiji        | dua    | tilu  | opat   | lima  | genep | tujuh | dalapan   | salapan  | sapuluh         |
| Javanès                                           | siji        | loro   | telu  | papat  | limå  | nem   | pitu  | wålu      | sångå    | sepuluh         |
| Tetum                                             | ida         | rua    | tolu  | haat   | lima  | neen  | hitu  | ualu      | sia      | sanulu          |
| Fijià                                             | dua         | rua    | tolu  | vā     | lima  | ono   | vitu  | walu      | ciwa     | tini, -sagavulu |
| Tongalès                                          | taha        | ua     | tolu  | fā     | nima  | ono   | fitu  | valu      | hiva     | -fulu           |
| Samoà                                             | tasi        | lua    | tolu  | fa     | lima  | ono   | fitu  | valu      | iva      | sefulu          |
| Maori                                             | tahi        | rua    | toru  | whā    | rima  | ono   | whitu | waru      | iwa      | tekau           |